# Francisco Antolínez
Francisco Antolinez y Sarabia est un peintre espagnol. Né à Séville en 1645, il est décédé à Madrid en 1700.

## Biographie
Neveu de José Claudio Antolinez, il étudie d'abord les lois mais, impressionné par les compositions de Murillo, il apprend la peinture et imite son maître. Installé comme avocat à Madrid dès 1672, il peint en secret et effectue un grand nombre de petits tableaux qui se distinguent par leur couleur semblable à celle de Murillo et par l'invention. 
Après la mort de sa femme, il tente de rentrer dans les ordres, ce qui lui est refusé. 

## Œuvres
De nombreux musées conservent ses œuvres (musée du Prado, palais de Budavár, Art Institute of Chicago...) dont nombre ne sont pas signées. 
- Cristo y la cananea (Musée des Beaux-Arts d'Agen).
- La adoración de los Pastores (1678, cathédrale de Séville).
- La Presentación de la Virgen (musée du Prado)
- La Anunciación (musée du Prado)
- Los Desposorios de la Virgen (musée du Prado)
- La Natividad (musée du Prado)
- La Adoración de los Reyes (musée du Prado)
- La Huida a Egipto (musée du Prado)[1].